# Aussprache
Aussprache (auch Lautung) wird die tatsächliche Lautgebung von Wörtern der gesprochenen Sprache im Unterschied zum Schriftbild genannt. Sie ist Gegenstand der Phonetik und der Phonologie. Die Schriftsysteme der verschiedenen Sprachen sind unterschiedlich stark an der Aussprache orientiert (oder lautschriftlich ausgerichtet), so etwa Finnisch stärker als Deutsch, Deutsch stärker als Englisch. Keine der geschichtlich gewachsenen Orthographien ist jedoch konsequent phonetisch. Zum Erlernen einer Fremdsprache und zur Beschreibung der Aussprache ist darum das Internationale Phonetische Alphabet hilfreich.

## Normierung der Aussprache
In vielen Sprachen ist die offizielle Aussprache zum Beispiel für Informationssendungen in Rundfunk und Fernsehen normiert. Normierung bzw. Regelung der Aussprache mittels Ausspracheregeln analog zu den Regeln der Rechtschreibung nennt man auch Orthoepie. Die Alltagssprache(n) und die regionalen Dialekte weichen unterschiedlich stark von den orthoepischen Normen ab. Dies führt im Nachrichten-Alltag dazu, dass nahezu jede Redaktion eigene Aussprachevarianten für Namen entwickelt.

## Aussprache des Deutschen
Eine amtlich festgelegte Aussprachenorm, entsprechend der Rechtschreibnorm, existiert für das Deutsche nicht. Normgebend war lange Zeit die sogenannte Bühnenaussprache von Theodor Siebs mit einer sehr deutlichen Artikulation. An ihre Stelle ist mit der Zeit wegen ihrer größeren Breitenwirkung die Aussprache in den Funkmedien getreten, die als Standardlautung bezeichnet wird.
Die Sender der ARD verfügen mit der ARD-Aussprachedatenbank (betrieben und gepflegt vom Hessischen Rundfunk) über eine Gemeinschaftseinrichtung, mit der (ARD-intern) Ausspracheempfehlungen abgerufen werden können.
Als Nachschlagewerke, in denen man die Aussprache von Wörtern erfahren kann, dienen Aussprachewörterbücher, für Deutsch etwa das Duden. Aussprachewörterbuch.

### Aussprache der verschiedenen Sprachen
- Aussprache der deutschen Sprache
- Aussprache der englischen Sprache
- Aussprache der spanischen Sprache
- Aussprache der französischen Sprache
- Aussprache des Neugriechischen
- Aussprache des Tamil

## Einzelbelege
1. ↑  Duden: Aussprachewörterbuch. 6., überarbeitete und aktualisierte Auflage. Dudenverlag, Mannheim/Leipzig/Wien/Zürich 2005, ISBN 3-411-04066-1, Seite 34.